# Bionicle 3 : La Menace de l'ombre
Série
Bionicle 2 : Les Légendes de Metru Nui
(2004)
Pour plus de détails, voir Fiche technique et Distribution.
Bionicle 3 : La Menace de l'ombre (titre original : Bionicle 3: Web of Shadows) est un film direct-to-video d'animation américain, réalisé par Terry Shakespeare et David Molina. C'est le troisième film basé sur les personnages Lego Bionicle et il est ainsi produit par Lego. Il suit Bionicle : Le Masque de Lumière et Bionicle 2 : Les Légendes de Metru Nui.

## Synopsis
L'histoire se passe avant Bionicle : Le Masque de Lumière. De retour sur l'île de Metru Nui, les 6 Toa Metru découvrent leur ville dévastée et infestée par d'étranges toiles d'araignées. Celles-ci ont été faites par les Visoraks, de féroces créatures ressemblant à des araignées qui n'hésitent pas à attaquer les Toa Metru avec leur venin…

## Fiche technique
- Titre : Bionicle 3 : La Menace de l'ombre
- Titre original : Bionicle 3: Web of Shadows
- Réalisation : Terry Shakespeare, David Molina
- Scénario : Brett Matthews
- Production : Sue Shakespeare, Jeffrey Tahler, James Wang, Bob Thompson, Charles Layton, Vanessa Chapman, Lego, Creative Capers Entertainment (en), Miramax Films
- Musique : Nathan Furst
- Montage : Billy Jones
- Direction artistique : David Molina, Michael Rose, Terry Shakespeare
- Pays d'origine :  États-Unis
- Langue : anglais
- Genre : Animation / Science-fiction / Action
- Durée : 74 minutes
- Date de sortie (en DVD) :
  -  États-Unis : 11 octobre 2005
  -  Hongrie : 11 octobre 2005

## Distribution

### Voix originales
- Alessandro Juliani : Toa Vakama
- Christopher Gaze (en) : Turaga Vakama (narrateur)
- Brian Drummond : Toa Matau & Toa Onewa
- Tabitha St. Germain : Toa Nokama
- Paul Dobson (en) : Toa Whenua & Sidorak
- Trevor Devall : Toa Nuju & Rahaga Gaaki

### Voix françaises
- Michel Ruhl : Turaga Vakama (le narrateur)
- Robert Darmel : Norik
- Marc Perez : Iruni, Bomonga
- Anne Ludovik : Gaaki
- Cédric Dumond : Vakama
- Gilles Morvan : Matau
- Sylvie Jacob : Nokama
- Arnaud Arbessier : Nuju
- Axel Kiener : Onewa
- Daniel Lobé : Whenua
- Vincent Grass : Sidorak
- Francoise Cadol : Roodaka

## Récompenses et distinctions

### Nominations
- Saturn Award 2006 :
  - Saturn Award de la meilleure édition DVD
- Annie Award 2006 :
  - Meilleure production animée en vidéo
- Golden Reel Award 2006 :
  - Meilleur montage sonore d'une vidéo